# Tierra del Vino
Pour les articles homonymes, voir Tierra del Vino (homonymie).
La Tierra del Vino est une région de la province de Zamora située en Castille-et-León, Espagne. Elle tire son nom de l'abondance de vignes se trouvant sur son territoire.
La région est délimitée au nord par la ville de Zamora et par la Tierra del Pan (es), à l'est par Alfoz de Toro (es) et La Guareña (es), au sud par La Guareña (es) et la province de Salamanque, et à l'ouest par la région de Sayago (es).
La capitale est Corrales del Vino, bien que la localité la plus habitée de la région soit Morales del Vino.

## Municipalités
| Municipalité                       | Superficie | Habitants | Année |
| ---------------------------------- | ---------- | --------- | ----- |
| Arcenillas                         | 12,08 km2  | 370       | -     |
| Casaseca de Campeán                | 12,24 km2  | 118       | -     |
| Casaseca de las Chanas             | 12,56 km2  | 420       | -     |
| Cazurra                            | 8,39 km2   | 80        | -     |
| Corrales del Vino                  | 75,61 km2  | 1 077     | -     |
| El Cubo de la Tierra del Vino (es) | 34,31 km2  | 421       | -     |
| Cuelgamures                        | 14,67 km2  | 118       | -     |
| Entrala                            | 10 km2     | 158       | -     |
| Fuentespreadas                     | 20,07 km2  | 329       | -     |
| Gema                               | 17,85 km2  | 252       | -     |
| Jambrina                           | 16,64 km2  | 207       | -     |
| Madridanos                         | 32,10 km2  | 525       | -     |
| Moraleja del Vino                  | 19,49 km2  | 1 577     | -     |
| Morales del Vino                   | 23,68 km2  | 2 709     | -     |
| Peleas de Abajo                    | 12,01 km2  | 268       | -     |
| El Perdigón                        | 51,22 km2  | 766       | -     |
| El Piñero                          | 19,71 km2  | 266       | -     |
| Santa Clara de Avedillo            | 16,81 km2  | 201       | -     |
| Sanzoles                           | 25,66 km2  | 600       | -     |
| Villalazán                         | 15,04 km2  | 333       | -     |
| Villanueva de Campeán              | 12,04 km2  | 142       | -     |
| Villaralbo                         | 22,05 km2  | 1 870     | -     |